# 23 août 1914
 (février 2024).
Le dimanche 23 août 1914 est le 235e jour de l'année 1914.

## Décès
- Remy Himmer, industriel français (° 12 juillet 1849).

## Événements
- bataille de Mons (Première Guerre mondiale). Victoire du Corps expéditionnaire britannique sur les troupes allemandes d’Alexander von Kluck, mettant fin à la bataille des Frontières.
- bataille de Tannenberg (Première Guerre mondiale). Victoire des Allemands sur les Russes.
- Lors du sac de la ville belge de Dinant, 674 hommes, femmes et enfants sont passés par les armes par l'armée allemande[1].
- début de la Bataille de Krasnik.